# Hassel, Nienburg
Hassel là một đô thị ở huyện huyện Nienburg, trong bang Niedersachsen, nước Đức. Đô thị Hassel, Nienburg có diện tích 17,6 km².